# Juliaetta
Juliaetta é uma cidade localizada no estado americano de Idaho, no Condado de Latah.

## Demografia
Segundo o censo americano de 2000, a sua população era de 609 habitantes.
Em 2006, foi estimada uma população de 555, um decréscimo de 54 (-8.9%).

## Geografia
De acordo com o United States Census Bureau tem uma área de
1,8 km², dos quais 1,8 km² cobertos por terra e 0,0 km² cobertos por água. Juliaetta localiza-se a aproximadamente 378 m acima do nível do mar.

## Localidades na vizinhança
O diagrama seguinte representa as localidades num raio de 28 km ao redor de Juliaetta.